# Bernard Vittoz

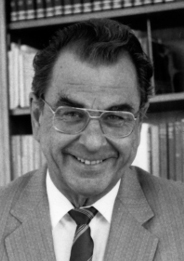
Bernard Vittoz (1985)

Bernard Vittoz (* 21. November 1927 in Vevey; † 9. August 2006 in Lutry) war ein Schweizer Physiker und Hochschullehrer.

## Leben
Bernard Vittoz studierte an der École Polytechnique de l‘Université de Lausanne (EPUL) Physik und schloss 1950 mit dem Diplom ab. Anschliessend war er bis 1956 Assistent und schloss im selben Jahr seine Doktorarbeit ab mit dem Titel Nouvelle méthode de mesure directe de l’effet piézooptique: Application au quartz. Daraufhin wirkte er als Lehrbeauftragter für Allgemeine Maschinenlehre und wurde 1958 zum ausserordentlichen Professor an der EPUL ernannt. Er gründete dort 1960 das Labor für Kerntechnik. Vittoz verbracht das Jahr 1962 als Gastprofessor an der Iowa State University. Seine Beförderung zum ordentlichen Professor für Allgemeine Maschinenlehre, Kerntechnik und Festkörperphysik an der EPUL erfolgte 1967. Im Jahr 1978 wurde Vittoz zum Präsidenten der ETH Lausanne gewählt. Während seiner Amtszeit als Präsident gehörte er zu den Mitgründern des Wissenschaftsparks Ecublens VD zur Förderung von Jungunternehmen, welche oft aus der Forschung an der ETH Lausanne hervorgehen.

## Weitere Tätigkeiten
- Verwaltungsrat des Centre Suisse d’Electronique et de Microtechnique (CSEM) in Neuenburg NE
- Verwaltungsrat der Gebrüder Sulzer AG in Winterthur
- Verwaltungsrat der Castolin Eutectic
- Mitglied der Studentenverbindung Valdésia Lausannensis

## Ehrung
- 1994: Ehrendoktorwürde (Dr. h. c.) der Universität Neuenburg

## Veröffentlichungen
- Veröffentlichungen von Bernard Vittoz.